# Gavroche

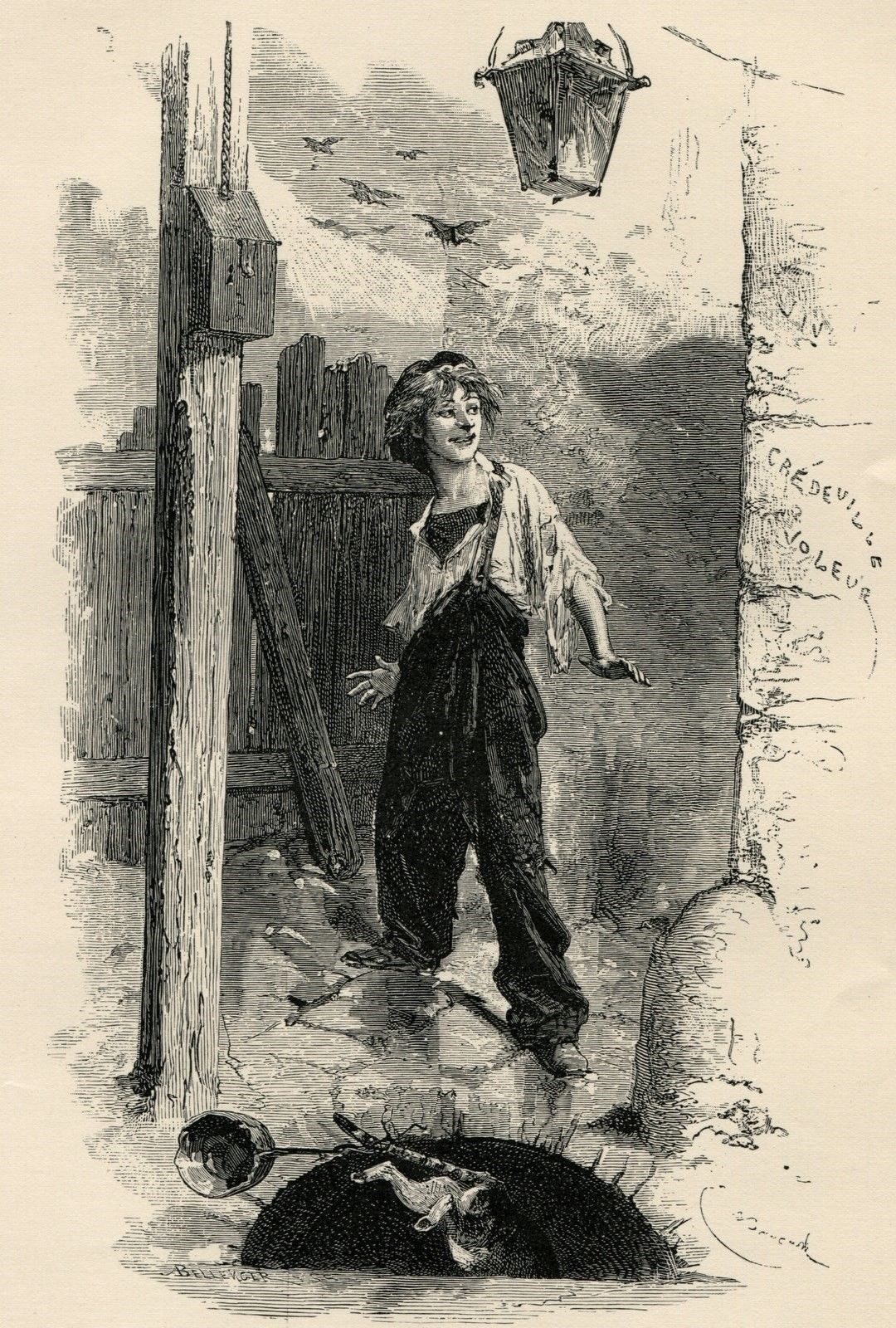
Gavroche in una illustrazione di Émile Bayard.

Gavroche è un personaggio immaginario del romanzo I miserabili di Victor Hugo. È un monello di strada, molto giovane ma furbo e smaliziato, perfettamente a suo agio nei bassifondi parigini che ha eletto a sua dimora.

## Biografia del personaggio
Gavroche è nato nel 1820 ed è figlio dei Thénardier che non lo amano e che quindi se ne sono ben presto sbarazzati: è per questo che vive sulla strada (abitualmente dice «Rientro nella strada» quando esce da una casa). Gavroche ha fatto in tempo a conoscere le due sorelle più grandi, Éponine e Azelma, ma non i due fratelli minori che i genitori hanno dato in adozione dopo una sordida trattativa con altri malfattori. Dopo l'arresto della loro madre adottiva, quando i due bambini si ritrovano a loro volta sulla strada, Gavroche li incontra senza sapere che sono i suoi fratelli e li aiuta a sfamarsi, prima che Parigi li inghiotta definitivamente nel suo ventre. Né lui né il lettore sapranno il loro destino futuro.
Gavroche muore il 6 giugno 1832, poco dopo Éponine, accanto alla stessa barricata della rue de la Chanvrerie, durante la protesta popolare del 5 giugno 1832, tentando di recuperare delle cartucce inesplose per i suoi compagni insorti al di là della barricata, dove viene preso di mira quasi per un tragico gioco dai soldati. Muore cantando una canzone popolare dell'epoca che non ha tempo di concludere:
Se siam brutti a Nanterre,
La colpa è di Voltaire,
Se siam sciocchi a Palaiseau,
La colpa è di Rousseau.
Se non sono un banchiere,
La colpa è di Voltaire,
Se casa più non ho,
La colpa è di Rousseau.
Se balzano è il mio carattere,
La colpa è di Voltaire,
Se quattrini non ho,
La colpa è di Rousseau.
Se son finito in terra,
La colpa è di Voltaire,
Col naso nel canale finirò,
La colpa è di Rousseau [...]

## Influenze ed ispirazioni
Per la sua ideazione, Hugo fu probabilmente ispirato al ragazzo che appare in testa ai rivoltosi nel celebre quadro La libertà che guida il popolo di Eugène Delacroix.
La statua a forma di elefante in cui, nella finzione del romanzo, Gavroche realizza il suo rifugio è esistita veramente nell'epoca in cui si svolge il racconto: essa fu voluta da Napoleone Bonaparte e realizzata dall'architetto Jean-Antoine Alavoine nel 1813. La statua, situata a Place de la Bastille, sarebbe dovuta essere una fontana ma la sua costruzione non venne mai ultimata; infine fu abbattuta nel 1846.

## Gli interpreti
| Anno      | Gavroche                                          | Cinema / Teatro / Musica |
| --------- | ------------------------------------------------- | --- |
| 1917      | Anthony Phillips                                  | I miserabili (Les Misérables), film muto (USA), regia di Frank Lloyd |
| 1925      | Charles Badiole                                   | I miserabili (Les Misérables), film muto (USA), regia di Henri Fescourt |
| 1934      | Émile Genevois                                    | I miserabili (Les misérables), film (Francia), regia di Raymond Bernard |
| 1937      | Nikolay Smorchkov                                 | Gavrosh, film (URSS), regia di Tatyana Lukashevich |
| 1948      | Rinaldo Smordoni                                  | I miserabili, film (Italia), regia di Riccardo Freda |
| 1952      | Robert Hyatt                                      | I miserabili (Les miserables), film (USA), regia di Lewis Milestone |
| 1958      | Jimmy Urbain                                      | I miserabili (Les misérables), film (Francia), regia di Jean-Paul Le Chanois |
| 1962-63   | Patrick Lemaître                                  | I miserabili (Les misérables), miniserie TV (Francia), regia di Alain Boudet |
| 1964      | Edoardo Nevola                                    | I miserabili, sceneggiato televisivo (Italia), regia di Sandro Bolchi |
| 1967      | Derek Lamden                                      | I miserabili (Les misérables), miniserie TV (UK), regia di Alan Bridges |
| 1972      | Gilles Maidon                                     | I miserabili (Les misérables), miniserie TV (Francia), regia di Marcel Bluwal |
| 1973      | Carlos Argüelles                                  | I miserabili (Les misérables), miniserie TV (Mexico), regia di Antulio Jiménez Pons |
| 1978      | Dexter Fletcher                                   | I miserabili (Les miserables), film TV (UK), regia di Glenn Jordan |
| 1980      | Florence Davis / Cyrille Dupont / Fabrice Ploquin | Les Misérables, musical di Claude-Michel Schönberg. Produzione originaria francese. |
| 1982      | Emmanuel Curtil                                   | I miserabili (Les misérables), miniserie TV (Francia), regia di Robert Hossein |
| 1985      | Ian Tucker / Oliver Spencer / Liza Hayden         | Les Misérables, musical di Claude-Michel Schönberg. Produzione originaria londinese (West End).                                                                                               |
| 1987      | Holger Schwarz                                    | Gavroche, film TV (Germania Est), regia di Dieter Bellmann |
| 1987-2003 | Braden Danner et al.                              | Les Misérables, musical di Claude-Michel Schönberg. Produzione originaria americana (Broadway).                                                                                               |
| 1995      | Pierre-Alexis Hollenbeck                          | I miserabili (Les misérables), film (Francia), regia di Claude Lelouch |
| 1995      | Adam Searles                                      | Les Misérables in Concert, film TV (UK), regia di Paul Kafno e Gavin Taylor. Rappresentazione del musical di Claude-Michel Schönberg in forma di concerto in celebrazione del X anniversario. |
| 1998      | Shane Hervey                                      | I miserabili (Les misérables), film (UK), regia di Bille August |
| 2000      | Jérôme Hardelay                                   | I miserabili, miniserie TV (Francia), regia di Josée Dayan |
| 2006-08   | Brian D'Addario / Jacob Levine / Austyn Myers     | Les Misérables, musical di Claude-Michel Schönberg. Primo revival americano (Broadhurst Theatre, Broadway, New York, USA).                                                                    |
| 2007      | Yumiko Kobayashi (voce)                           | I miserabili (Re mizeraburu: shoujo kozetto), serie TV di animazione (Giappone). |
| 2010      | Robert Madge                                      | Les Misérables in Concert, film TV (UK), regia di Nick Morris. Rappresentazione del musical di Claude-Michel Schönberg in forma di concerto in celebrazione del XXV anniversario.             |
| 2012      | Daniel Huttlestone                                | Les Misérables, film (USA), regia di Tom Hooper. Adattamento cinematografico del musical di Claude-Michel Schönberg.                                                                          |
| 2014-16   | Joshua Colley / Gaten Matarazzo                   | Les Misérables, musical di Claude-Michel Schönberg. Secondo revival americano (Imperial Theatre, Broadway, New York, USA).                                                                    |
| 2018      | Reece Yates / Emmanuel Goffin                     | I miserabili, miniserie TV (Regno Unito), regia di Tom Shankland |
| 2019      | Logan Clark                                       | Les Misérables: The Staged Concert, film, regia di Nick Morris. Rappresentazione del musical di Claude-Michel Schönberg in forma di concerto                                                  |